# Chilomys fumeus
Chilomys fumeus és una espècie de mamífer rosegador de la família dels cricètids. Viu a altituds d'entre 1.830 i 2.700 msnm a la Serralada Oriental (Colòmbia) i la Serralada de Mérida (Veneçuela). Es tracta d'un animal terrestre i nocturn que es nodreix d'insectes. Té una llargada de cap a gropa de 86-90 mm i la cua de 115-125 mm. Físicament, s'assembla molt al seu congènere C. instans i, de fet, durant molt de temps fou classificat com un sinònim d'aquesta altra espècie.